# Le Bal des maudits
Pour plus de détails, voir Fiche technique et Distribution.
Le Bal des maudits (The Young Lions) est un film de guerre américain réalisé par Edward Dmytryk sorti en salles le 2 avril 1958 aux États-Unis et en France.
Adapté du roman de Irwin Shaw Le Bal des maudits, il met en vedette Marlon Brando, Montgomery Clift et Dean Martin dans les rôles principaux. Le long-métrage retrace les destins croisés d'un officier de la Wehrmacht et de deux soldats américains entre 1938 à 1945. Dès sa sortie en salles, Le Bal des maudits, bien accueilli par la critique, fut un énorme succès commercial. Il a également été nommé trois fois aux Oscars en 1959.

## Synopsis
Le film raconte les destins croisés de trois personnages entre 1938 et 1945 :
- le lieutenant Christian Diestl (Marlon Brando), un officier allemand de la Wehrmacht a une haute idée de l'honneur dans la guerre, et pense que l'on peut tuer un autre soldat si on lutte pour la paix ;
- Michael Whiteacre (Dean Martin), un chanteur américain bon pour le service se retrouve en Normandie pendant et après le débarquement ;
- Noah Ackerman (Montgomery Clift) enfin, un juif sans le sou engagé en même temps que Mike ; leur rencontre change la vie de Noah qui rencontre la femme de sa vie le soir de leur visite médicale militaire.

## Fiche technique
- Titre : Le Bal des maudits
- Titre original : The Young Lions
- Réalisation : Edward Dmytryk
- Assistant-réalisateur : Ad Schaumer
- Scénario : Edward Anhalt, d'après le roman d'Irwin Shaw
- Direction artistique : Lyle R. Wheeler et Addison Hehr
- Décors : Walter M. Scott et Stuart A. Reiss
- Costumes : Adele Halkan et Charles Le Maire
- Photographie : Joe McDonald
- Montage : Dorothy Spencer
- Son : Alfred Bruzlin et Warren B. Delaplain
- Musique : Hugo Friedhofer
- Production : Al Lichtman
- Directeur de production : Ben Chapman
- Société de production : Twentieth Century Fox
- Société de distribution : Twentieth Century Fox
- Tournage :
  - Budget : 3 550 000 $[1]
  - Format : noir et blanc — 35 mm — 2,35:1 CinemaScope — Son monophonique et 4-Track Stereo
- Pays d'origine :  États-Unis
- Genre : Guerre, drame
- Durée : 167 minutes
- Dates de sortie :
  - États-Unis : et France : 2 avril 1958
  - Allemagne de l'Ouest : 5 avril 1958
- France Mention CNC : tous publics, art et essai (visa d'exploitation no 20 648 délivré le 25 mars 1958)[2]
- Affiches : Boris Grinsson (France), Enzo Nistri (Italie)

## Distribution
- Marlon Brando (VF : Jean-Claude Michel) : le lieutenant Christian Diestl
- Montgomery Clift (VF : Michel Roux) : Noah Ackerman
- Dean Martin (VF : Claude Bertrand) : Michael Whiteacre
- Hope Lange (VF : Joëlle Janin) : Hope Plowman
- Barbara Rush (VF : Nadine Alari) : Margaret Freemantle
- May Britt (VF : Claire Guibert) : Gretchen Hardenberg
- Maximilian Schell (VF : Claude Vernier) : le capitaine Hardenberg
- Dora Doll (VF : elle-même) : Simone
- Lee Van Cleef (VF : Raymond Loyer) : 1er sergent Rickett
- Liliane Montevecchi : Françoise
- Parley Baer (VF : Serge Lhorca) : sergent Brandt
- Arthur Franz (VF : Pierre Leproux) : lieutenant Green
- Hal Baylor (VF : Pierre Collet) : soldat Burnecker
- Richard Gardner (VF : Jean Clarieux) : soldat Crowley
- Herbert Rudley : capitaine Colclough
- John Banner : le maire
- Alberto Morin : le barman[N 1]
- Ann Codee : Française[N 1]
- Sam Gilman : le soldat Faber[N 1]
- John Alderson : le caporal Kraus[N 1]
- Stephen Bekassy : un major allemand[N 1]

## Production
Le tournage du Bal des maudits s'est déroulé du 17 juin à octobre 1957 en France et en Allemagne pour un budget de 2 625 700 $. Selon un communiqué de presse du studio, le Camp de concentration de Natzwiller-Struthof, situé à proximité de Strasbourg, site que les Français avaient conservé comme ils l'avaient trouvé, fut utilisé comme lieu de tournage. Les studios ont mis une annonce dans les journaux strasbourgeois afin de trouver des figurants pour incarner « 200 hommes très minces, émaciés » et ont constaté que vingt-huit candidats étaient d'anciens détenus du camp. Les scènes de désert en Afrique du Nord furent tournées à Borrego Springs, en Californie, complétées par des extraits du documentaire britannique de 1943, Desert Victory, tandis que la scène finale, la seule où apparaissent les trois personnages principaux ensemble, fut filmée au Mont Wilson, également en Californie. Au moment de la fin du tournage du film, à la fin octobre, les coûts de production se sont élevés à 3 553 245 $, soit 927 545 $ de plus que le budget initial.

## Réception

### Accueil critique
Le Bal des maudits fut bien reçu par les critiques de cinéma. Bosley Crowther, du New York Times, très impressionné par la performance de Brando, a donné un avis favorable au film et à l'adaptation cinématographique par Dmytryk. Variety a également donné un avis positif, déclarant que « Le Bal des maudits est un tableau de la Seconde Guerre mondiale, ayant de la portée et de la stature. C'est un très grand crédit pour tous les intéressés, de l'adaptation habile d'Edward Anhalt du roman d'Irwin Shaw à la direction réaliste d'Edward Dmytryk, et les représentations hautement compétentes de pratiquement tout le monde dans le casting ». Sur le site Rotten Tomatoes, Le Bal des maudits a recueilli 80 % d'avis positifs, basé sur cinq commentaires collectés et une note moyenne de 7,6⁄10.

### Box-office
Le Bal des maudits a rencontré un succès commercial dès sa sortie en salles. Aux États-Unis, le film rapporte 4 480 000 $ de recettes,. En France, il totalise 4 656 743 entrées, dont 1 065 066 entrées à Paris. Pour sa reprise en salles en 2016, le film totalise 622 entrées.

## Distinctions
Note : Sauf mention contraire, la liste des distinctions est issue du site Internet Movie Database.

### Récompense
- Laurel Awards 1958 :
  - Golden Laurel de la meilleure performance dramatique masculine pour Marlon Brando

### Nominations
- Directors Guild of America 1959 :
  - DGA Award du meilleur réalisateur pour Edward Dmytryk
- BAFTA Awards 1959 :
  - British Academy Film Award du meilleur film - toutes provenances
  - British Academy Film Award du meilleur acteur étranger pour Marlon Brando
- Golden Globes Awards 1959 :
  - Golden Globe de la meilleure promotion pour l'entente internationale
- Oscars du cinéma 1959 :
  - Oscar de la meilleure photographie en noir et blanc pour Joseph MacDonald
  - Oscar de la meilleure musique pour un film de fiction pour Hugo Friedhofer
  - Oscar du meilleur son pour Carlton W. Faulkner

## Vidéographie
- Zone 1 :The Young Lions, 1 DVD Édition 20th Century Fox – sorti le 21 mai 2002[13] (référence B00005PJ8M)
- Zone 2 : Le Bal des maudits, 1 DVD Édition 20th Century Fox – sorti le 28 mai 2003[14]  (EAN 3-344428-011024) (référence 105745)